# لئونید هیدارژی
لئونید حیدارژی (اوکراینی: Леонід Васильович Гайдаржи؛ زادهٔ ۲۰ مهٔ ۱۹۵۹) بازیکن فوتبال اهل اتحاد جماهیر شوروی سوسیالیستی است.
از باشگاه‌هایی که در آن بازی کرده‌است می‌توان به باشگاه فوتبال متالورگ زاپروژیا و باشگاه فوتبال چورنومورتس اودسا اشاره کرد.